# Mondial du modélisme

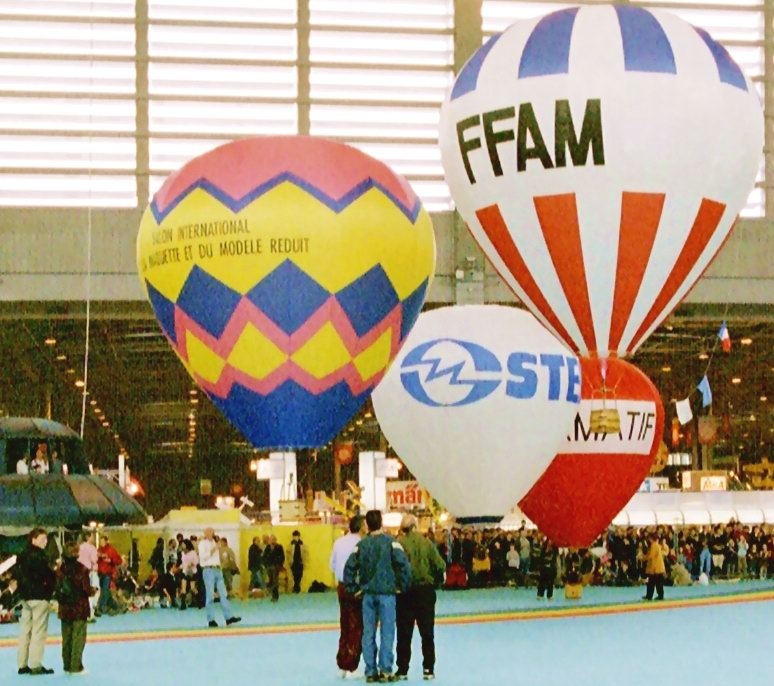
Montgolfières.

Le Mondial du Modélisme est un salon se tenant au parc des expositions du Bourget ou au parc des expositions de la porte de Versailles en France.
Anciennement Salon de la maquette et du modèle réduit, puis Mondial de la maquette et du modèle réduit, il devient le Mondial du modélisme en 2007, à l'occasion de son déplacement au parc d'exposition du Bourget.
Le salon se compose d'exposants proposant leurs produits, parfois avec des démonstrations.
Un plan d'eau pour le modélisme naval, un espace aérien avec des filets de protection pour le modélisme aérien, un circuit de course pour le modélisme automobile et enfin un espace ferroviaire pour le modélisme ferroviaire sont mis en place à cette occasion.
Le salon accueille aussi le Salon des Jeux (présence d'éditeurs de jeux dont des jeux de figurines avec séances de démonstration et d'initiation).

## Éditions

### 2011:31eédition
L'édition 2011 s'est tenue du 16 juin au 19 juin au Parc des expositions de la porte de Versailles à Paris.

#### Événements
1er Grand Prix du Mondial du modélisme

### 2010:30eédition
L'édition 2010 s'est tenue du 17 juin au 20 juin au Parc des expositions de la porte de Versailles à Paris.

### 2009: Pas de Mondial
Pas de Mondial en 2009.

### 2008:29eédition
L'édition 2008 s'est tenue du 22 mars au 30 mars de 10 h à 19 h au Parc des Expositions de Paris le Bourget.

### 2007:28eédition
L'édition 2007 s'est tenue du 31 mars au 9 avril de 10 h à 19 h au Parc des Expositions de Paris le Bourget.

### 2006:27eédition
L'édition 2006 s'est tenue du 13 avril au 17 avril au Parc des expositions de la porte de Versailles à Paris.

### 2005:26eédition
L'édition 2005 s'est tenue du 23 avril au 1er mai au Parc des expositions de la porte de Versailles à Paris.

#### Événements
De nombreux événements ont été proposés aux visiteurs : Agenoria's Cup, Xtrem show, vol circulaire, chars à voile, etc.